# Karl-Liebknecht-Schule (DKP)

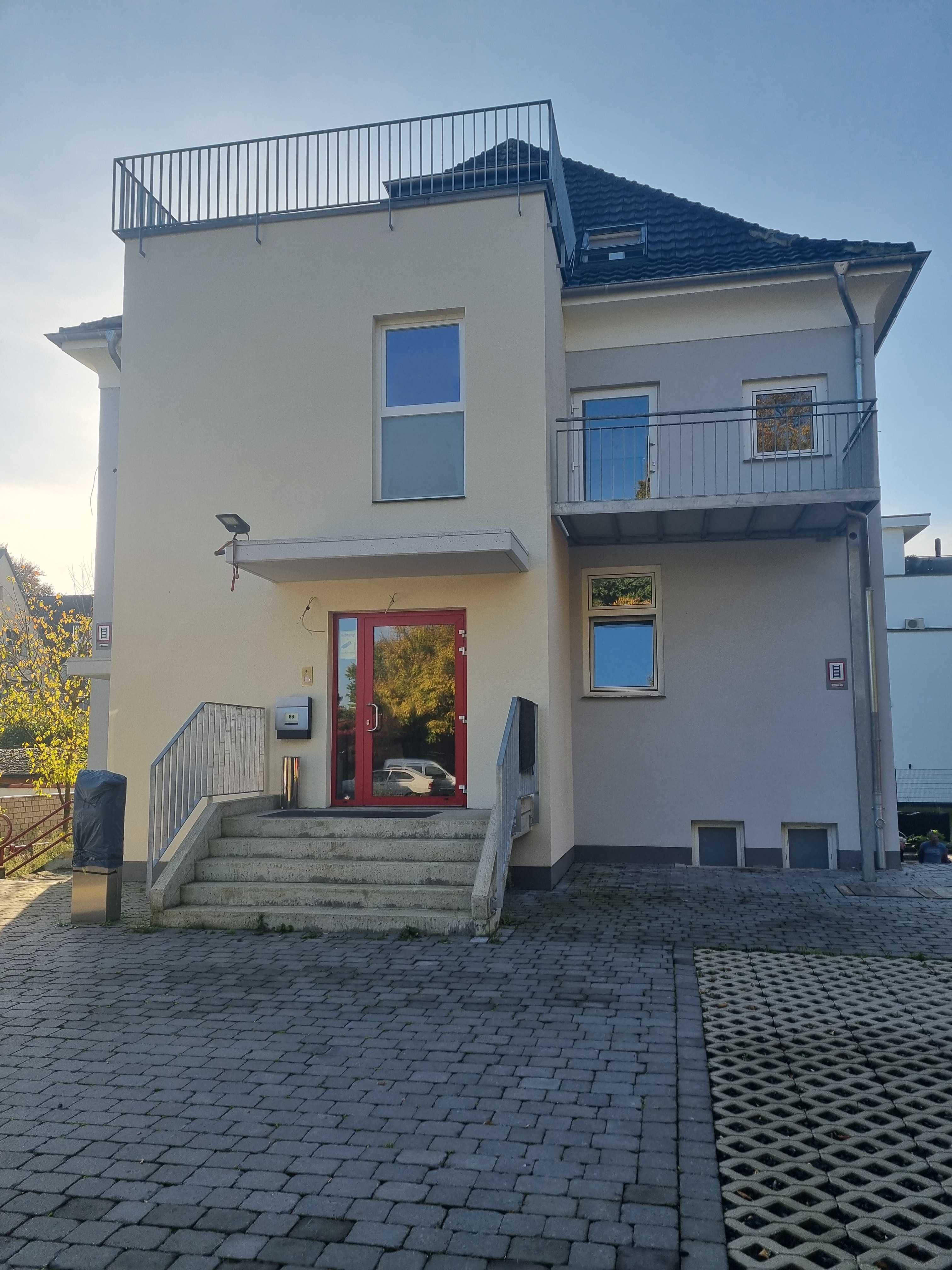
Die Karl-Liebknecht-Schule 2024

Die Karl-Liebknecht-Schule ist die Parteischule der Deutschen Kommunistischen Partei, die im Volkshaus der Kulturvereinigung Leverkusen  e.V. untergebracht ist. Bis 1977 war die Parteischule im Haus des Bezirksvorstandes Ruhr-Westfalen in der Hoffnungstraße 18 in Essen untergebracht.
Hauptsächlich stellt sie Lehrgänge und Seminare zur Marxistischen Theorie für Mitglieder der Partei und am Marxismus interessierte Personen zur Verfügung. Unter anderem werden Einführungskurse in den Wissenschaftlichen Sozialismus, Dialektischen Materialismus und Historischen Materialismus gehalten. Die Schule ist nach dem Sozialisten und Mitbegründer der Kommunistischen Partei Deutschlands, Karl Liebknecht, benannt.
Neben der DKP wird sie auch von der Sozialistischen Deutschen Arbeiterjugend und der Jugendorganisation Linksjugend solid der Partei Die Linke genutzt.
Das Gebäude wurde bis 2023 umfassend saniert und modernisiert. Laut DKP wurde die Kernsanierung durch zahlreiche Spender finanziert und durch die Arbeit von freiwilligen Helfern durchgeführt. Das Schulungsgebäude wurde auf den Standard einer modernen Jugendherberge gehoben und hat barrierefreie Zugänge.